# There's One in Every Crowd
| 전문가 평가                    | 전문가 평가 |
| 평가 점수                      | 평가 점수   |
| 출처                           | 점수        |
| ------------------------------ | ----------- |
| AllMusic                       | [ 1 ]       |
| Christgau's Record Guide       | C+          |
| Frankfurter Allgemeine Zeitung | [ 3 ]       |

《There's One in Every Crowd》는 에릭 클랩튼의 세 번째 솔로 스튜디오 음반이 있다. 《461 Ocean Boulevard》 직후에 녹음된 이 음반은 이전 음반과 매우 유사한 스타일을 가지고 있지만 비슷한 상업적 성공을 거두지는 못했다. 여기에 "털사 사운드"에 대한 클랩튼의 애정이 엿보였다.

## 배경 및 발매
〈I Shot the Sheriff〉의 성공 이후, 클랩튼과 그의 후원 밴드는 자메이카로 가서 《There's One in Every Crowd》를 녹음했다. 〈Swing Low, Sweet Chariot〉, 〈Little Rachel〉 그리고 〈Don't Blame Me〉는 레게 스타일로 녹음되지만, 나머지 음반들은 블루스와 록으로 간주된다. 하지만, 자메이카에서 알코올 의존도가 높아지고 마약 문제가 증가하면서, 이 음반은 녹음하기 매우 어려웠다. 클랩튼은 이 음반의 타이틀이 《World’s Greatest Guitar Player (There's One in Every Crowd)》가 되기를 원했다. RSO는 첫 번째 파트가 마음에 들지 않았고 단축된 타이틀로 음반 발매를 선택했다.

## 곡 목록
| #   | 제목                                    | 작사·작곡              | 재생 시간 |
| --- | --------------------------------------- | ---------------------- | --------- |
| 1.  | 〈We've Been Told (Jesus Coming Soon)〉 | 민요, 윌리 존스        | 4:28      |
| 2.  | 〈Swing Low, Sweet Chariot〉            | 민요                   | 3:33      |
| 3.  | 〈Little Rachel〉                       | 짐 바이필드            | 4:07      |
| 4.  | 〈Don't Blame Me〉                      | 에릭 클랩튼, 조지 테리 | 3:35      |
| 5.  | 〈The Sky Is Crying 〉                  | 엘모어 제임스          | 3:58      |
| 6.  | 〈Singin' the Blues〉                   | 메리 맥크리어리        | 3:26      |
| 7.  | 〈Better Make It Through Today〉        | 클랩튼                 | 4:07      |
| 8.  | 〈Pretty Blue Eyes〉                    | 클랩튼                 | 4:45      |
| 9.  | 〈High〉                                | 클랩튼                 | 3:30      |
| 10. | 〈Opposites〉                           | 클랩튼                 | 4:52      |

## 인증
| 국가                       | 인증 | 판매량/출하량 |
| -------------------------- | ---- | ------------- |
| 영국 (BPI)                 | 실버 | 60,000^       |
| ^출하량을 기반으로 한 인증 |      |               |